# Król-Duch

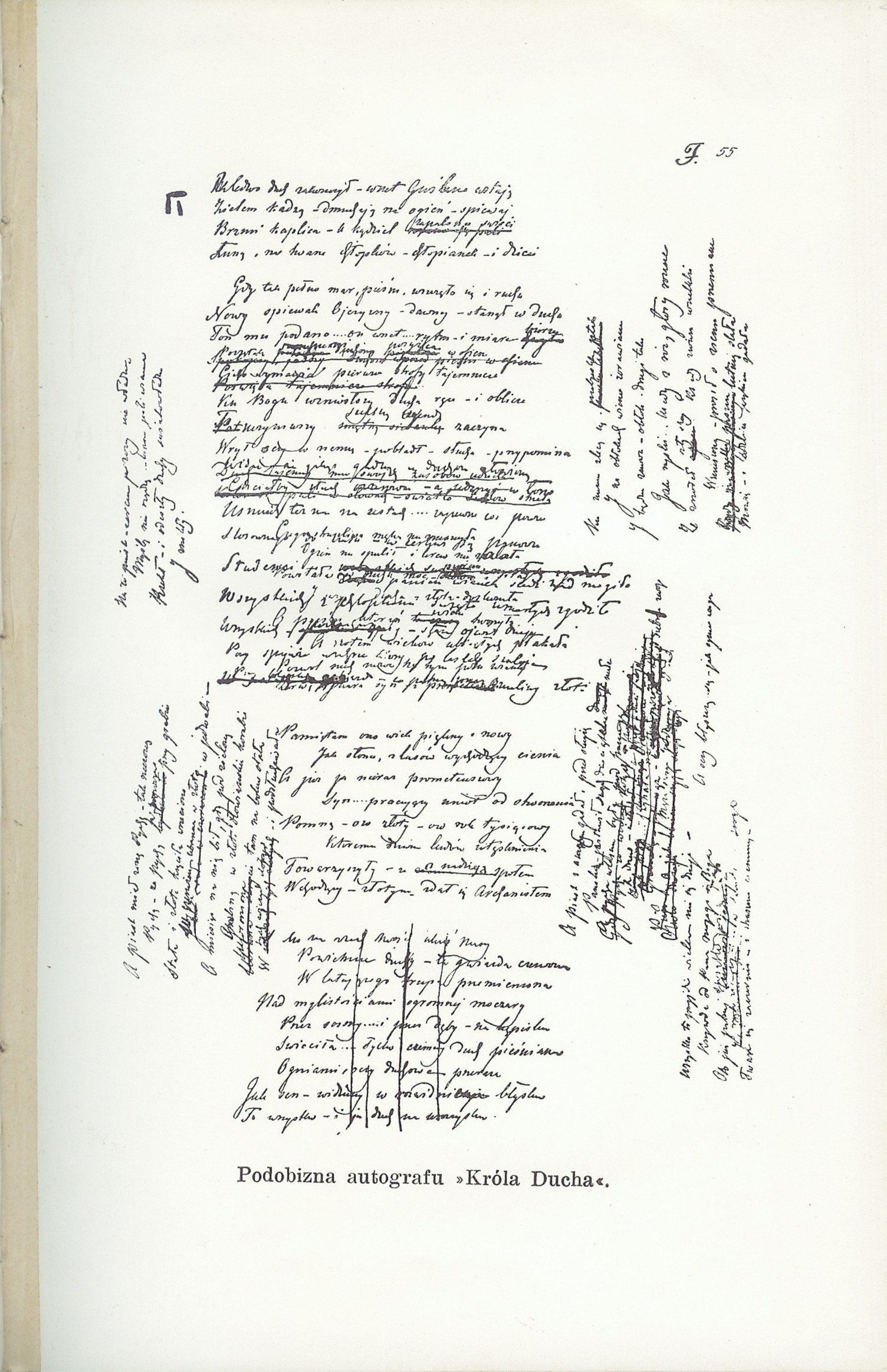
Jedna z kart rękopisu Króla-Ducha (reprint z Dzieł zebranych Słowackiego wydanych w 1909 roku przez Bronisława Gubrynowicza)

Król-Duch – poemat historiozoficzny napisany przez Juliusza Słowackiego w latach 1845–1849. Stanowi jedno z najważniejszych dzieł poety: jest podsumowaniem jego poglądów. Dzieło to Słowacki pisał do końca życia, lecz pozostało nieukończone. 
Jego pierwsza część została wydana w 1847 roku w Paryżu jako Król-Duch Rapsod I. Nie stanowi spójnej całości, gdyż powstawało w kilku wersjach rękopiśmiennych i z tego powodu całościowe wydanie, wierne zamiarom poety, okazało się utrudnione. 
Dzieło nazywa się eposem wszechsłowiańskim. Utrudnienia związane z pewnymi odejściami od formy eposu – między innymi metafizyczna i paraboliczna tematyka dzieła – nie pozwalają nazwać Króla-Ducha poematem heroicznym – epopeją. Podobne wątpliwości wysnuwa się współcześnie w stosunku do Pana Tadeusza Mickiewicza, który nazywa się za Czesławem Miłoszem poematem metafizycznym.
Poemat zawiera parafrazy staroruskich kronik.